# Projeção em 3D

Esquema de projeção axonométrica

Projeção 3D (ou projeção gráfica) é uma técnica de design usada para mostrar objetos tridimensionais (3D) em uma superfície bidimensional (2D). Essas projeções são baseadas na perspectiva visual e no aspecto de projetar um objeto complexo em um plano projetivo.
Projeções 3D utilizam as qualidades primarias dos formatos dos objetos para criar um mapa de pontos, que serão conectados entre si para causar um efeito visual. O resultado é um gráfico que contém propriedades conceituais para interpretar que a figura ou imagem não é realmente plana (2D), mas sim um objeto sólido (3D) porem sendo visualizado em uma tela 2D.
Objetos 3D são normalmente visualizados em meios bidimensionais (ex. monitores e papeis). Assim sendo, projeções gráficas são frequentemente usados como elementos de design, notavelmente em desenhos de engenharia, desenhos técnicos e computação gráfica. Projeções podem ser calculadas através do uso de análise matemática e formulas, ou usando geometria e técnicas ópticas.

## Resumo

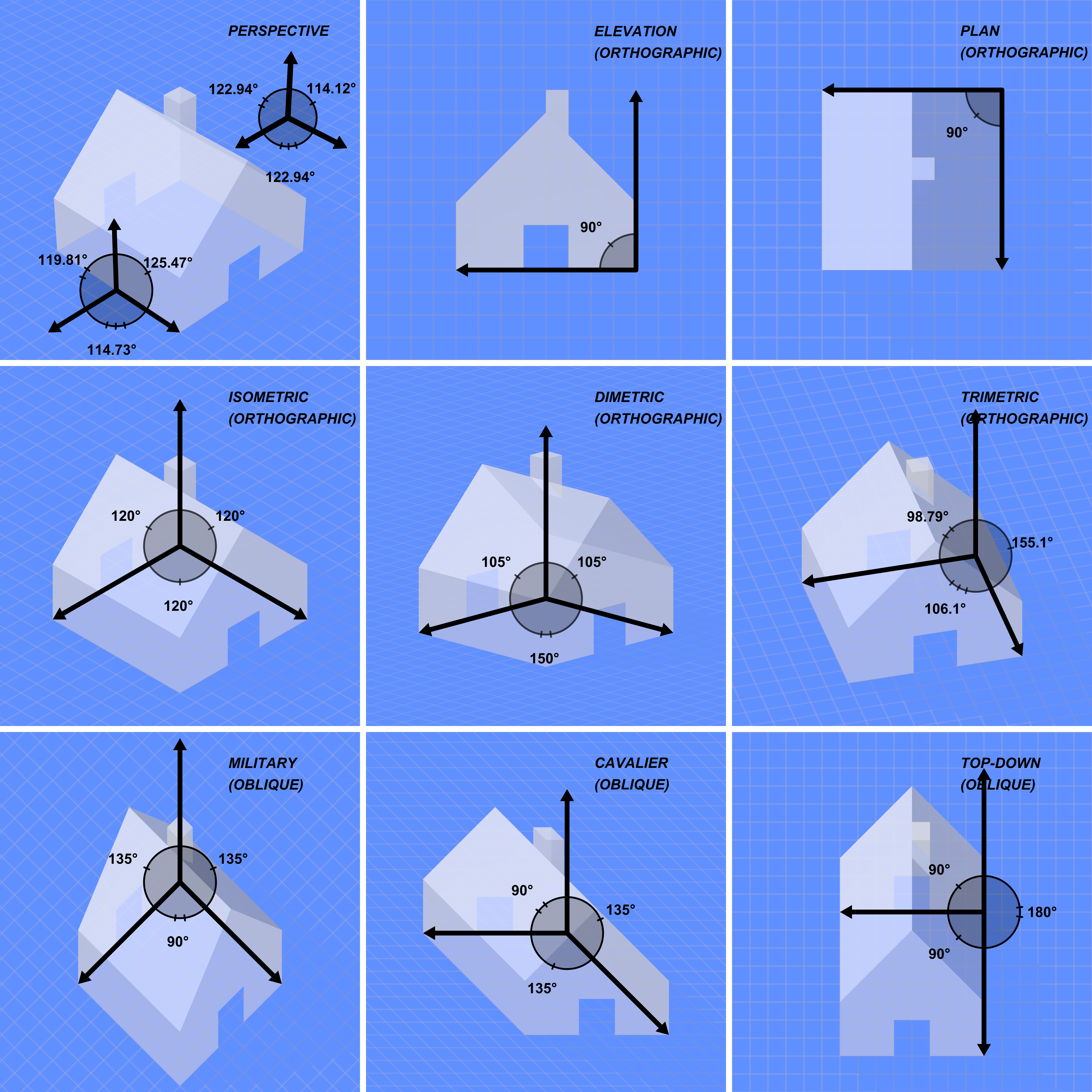
Vários tipos de projeção gráfica comparadas.

Várias projeções e como são feitas.

A projeção e feita com o uso de projetores imaginários; a imagem final resulta da visão do técnico. Os métodos utilizados são os mesmos pra pessoas de diversas áreas treinadas em gráficos técnicos (desenho mecânico, CAD e etc.) Seguindo um método, pode-se alcançar a imagem desejada em uma superfície plana, como um papel comum.
Aqui estão duas categorias de projeção gráfica, cada um com seu próprio método:
- Projeção Paralela
- Projeção Perspectiva

Projeção Multi-vista (elevação)
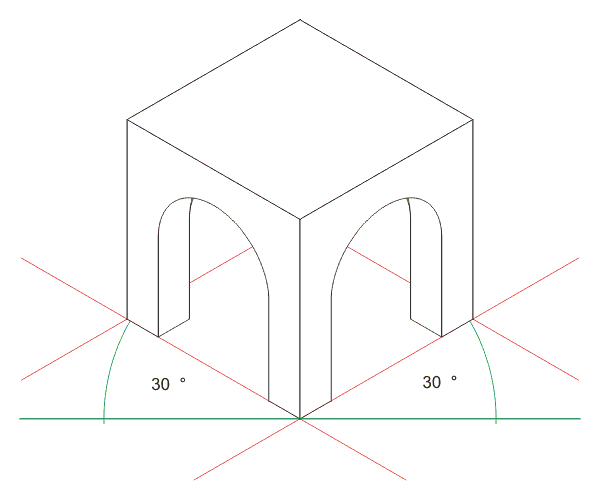
Projeção Axonométrica (Isométrica)
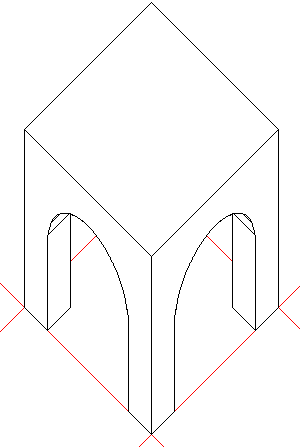
Projeção Obliqua (militar)
Projeção Obliqua (gabinete)
Projeção de um-ponto
Projeção de dois-pontos
Projeção de três-pontos

## Projeção Paralela

Projeção paralela corresponde a projeção perspectiva com um ponto de vista hipotético; como: onde a câmera cai em uma distância infinita contra o objeto e um comprimento focal infinito, ou "zoom".

Na projeção paralela, as linhas de visão do objeto até o plano projetivo são paralelas umas as outras. Portanto, linhas que são paralelas no espaço tridimensional encontram-se paralelas no espaço bidimensional. A projeção paralela também corresponde a Projeção Perspectiva com um comprimento focal infinito (a distância da lente da câmera e o ponto de foco), ou 'zoom'.
Imagens desenhadas na projeção paralela podem usar a técnica Axonométrica ("para medir a longo dos eixos"), como descrito no Teorema Pohlke's. Em geral, o resultado da imagem é oblíquo (os raios não são perpendiculares no plano projetivo); mas em casos especiais o resultado é Ortográfico (os raios são perpendiculares ao plano projetivo). Axonometria não deve ser confundido com 'projeção axonométrica', como na literatura Inglesa que normalmente se refere somente a um tipo específico de classe de desenho.

### Projeção Ortográfica
A projeção ortográfica é derivada dos princípios da geometria descritiva e é uma representação de um objeto tridimensional.
Isto é a projeção paralela (as linhas da projeção são paralelas ambas na realidade e no plano projetivo). Esse é o tipo de projeção de escolha para trabalhar
Se o normal do plano de visão (a direção da câmera) é paralela com um dos primeiros eixos (eixos x, y ou z), a transformação matemática é a seguinte; Para projetar o ponto 3D {\displaystyle a_{x}}, {\displaystyle a_{y}}, {\displaystyle a_{z}} no ponto 2D {\displaystyle b_{x}}, {\displaystyle b_{y}} usando a projeção ortográfica paralela ao eixo y (onde o y positivo representa a direção para frente - vista de perfil), a seguinte equação pode ser utilizada:
{\displaystyle b_{x}=s_{x}a_{x}+c_{x}}
{\displaystyle b_{y}=s_{z}a_{z}+c_{z}}
onde o vetor s é arbitrário ao factor de escala, e c é de offset arbitrário. Estas constantes são opcionais, e podem ser usadas apropriadamente alinhar o viewport. Usando a matriz multiplicação, as equações se tornam:
{\displaystyle {\begin{bmatrix}b_{x}\\b_{y}\end{bmatrix}}={\begin{bmatrix}s_{x}&0&0\\0&0&s_{z}\end{bmatrix}}{\begin{bmatrix}a_{x}\\a_{y}\\a_{z}\end{bmatrix}}+{\begin{bmatrix}c_{x}\\c_{z}\end{bmatrix}}.}
Enquanto imagens projetadas ortograficamente representam a natureza tridimensional do objeto projetado, eles não representam o objeto como deveria ser gravado fotograficamente ou percebido por um observador visualizando-a diretamente. Particularmente, lentes paralelas a todos os pontos em uma imagem projetada ortograficamente são de mesma escala independentemente do quão longe ou próximas estão do visualizador virtual. Como resultado, tamanhos não são encurtados (ou aumentados) como seriam na projeção perspectiva.